# Xanthorhoe cineraria
Xanthorhoe cineraria är en fjärilsart som beskrevs av Hudson 1898. Xanthorhoe cineraria ingår i släktet Xanthorhoe och familjen mätare. Inga underarter finns listade i Catalogue of Life.